# Wivian Tuuri

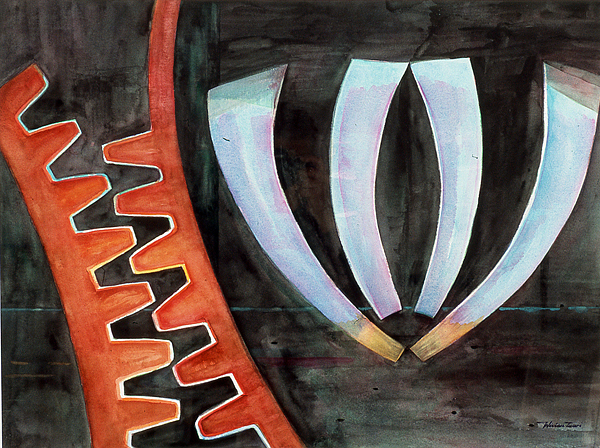
Samverkan av Wivian Tuuri.

Wivian Tuuri, född Lillan Dagny Vivian Svensson 15 maj 1939 i Skara, död 12 maj 2018 i Axvall, var en svensk bildkonstnär.
Wivian Tuuri var sedan 1971 bosatt i Axvall i Skara kommun och var yrkesverksam sedan 1980. Hon arbetade huvudsakligen med akvarellmåleri – en måleriteknik som hon sa "lockar med transparens och högstämda färgklanger".
Wivian Tuuri var autodidakt. Hon hade cirka 35 separatutställningar och deltog i omkring 50 samlingsutställningar i Sverige och utomlands. Hon finns representerad med offentliga verk i flera kommuner, landsting, företag och församlingshem. Hon var ansluten till: KRO – Konstnärernas Riksorganisation, KC – Konstnärscentrum Väst och BUS – Bildupphovsrätt i Sverige.
Tuuri är presenterad i uppslagsverket "Svenska Konstnärer" år 2005. Hon erhöll Skara kommuns kulturstipendium 1988.